# Петруші
Петруші́ — село в Україні, у Ріпкинській селищній громаді Чернігівського району Чернігівської області. Населення становить 528 осіб. До 2020 орган місцевого самоврядування — Петрушівська сільська рада. Петрушівській сільській раді було підпорядковане село Бахани.

## Історія
Перша згадка про Петруші відноситься до 1724 року. Село входило до складу Любецької сотні Чернігівського полку Гетьманщини до 1781 року. Центр Петрушинської волості — історичної адміністративно-територіальної одиниці Городнянського повіту Чернігівської губернії..
Станом на 1897 р. у с. Петруші налічувалось 176 дворів, у яких проживлао 955 жителів. Важливу роль у розвитку освіти зіграли земства, що також надавали допомогу селянам, які потрапили у скруту. У 1897 р.за сприянням земства було відкрито земську школу та кредитно-ощадне товариство.
Населення села займалося землеробством, ковальством, бондарством та теслярством. Свою продукцію майстри вивозили на ярмарки у Любеч і Ріпки, а також продавали в своєму селі.
Під час революції 1905—1907 рр. відбулося заворушення селян, але воно було придушено. В період столипінської реформи 1910—1911 рр. тут вибухнуло повстання жінок-селянок проти місцевого багатія Крутченка. Жінки розділили його землю, але повстання носило стихійний характер і також було придушене прибулими військами.
У 1917—1921 році у селі кілька разів змінювалась влада.
З початком радянсько — німецької війни все доросле чоловіче населення села було мобілізоване в армію, дехто пішов у партизанський загін. Німці прийшли в село під кінець літа — на початку осені 1941 р. У кінці літа — на початку осені 1943 р. почалося визволення Ріпкинського району від загарбників. На території села в перших числах вересня відбулася сутичка партизан з власівцями.
12 червня 2020 року, відповідно до розпорядження Кабінету Міністрів України № 730-р «Про визначення адміністративних центрів та затвердження територій територіальних громад Чернігівської області», увійшло до складу Ріпкинської селищної громади.
19 липня 2020 року, в результаті адміністративно - територіальної реформи та ліквідації Ріпкинського району, село увійшло до складу Чернігівського району Чернігівської області.

## Населення

### Мова
Розподіл населення за рідною мовою за даними перепису 2001 року:
| Мова       | Кількість | Відсоток |
| ---------- | --------- | -------- |
| українська | 516       | 97.73%   |
| російська  | 10        | 1.89%    |
| білоруська | 2         | 0.38%    |
| Усього     | 528       | 100%     |